# گئورگ لامرس
گئورگ لامرس (آلمانی: Georg Lammers؛ ۱۴ آوریل ۱۹۰۵ – ۱۷ مارس ۱۹۸۷) دونده سرعت اهل آلمان بود.
وی در مسابقات کشوری و بین‌المللی در مجموع برندهٔ ۱ مدال نقره، ۱ مدال برنز شده‌است.